# Pearsonville (Kalifornija)
Pearsonville je naseljeno područje za statističke svrhe u američkoj saveznoj državi Kalifornija. Prema popisu stanovništva iz 2010. u njemu je živjelo 17 stanovnika.